# 1309
سنة 1309 كانت سنة بسيطة تبدأ يوم الأربعاء (الرابط يظهر نموذج التقويم الكامل للسنة) من التقويم اليولياني.

## أحداث
- حصار جبل طارق في الفترة ما بين و 12 سبتمبر.
- يوليو: بدء حصار الجزيرة الخضراء والذي استمر إلى يناير 1310.

## مواليد
- ابن هشام الأنصاري

## وفيات
- بيبرس الجاشنكير